# IC 4474
IC 4474 — галактика типу SB () у сузір'ї Волопас.
Цей об'єкт міститься в оригінальній редакції індексного каталогу.